# Luca Pignatelli
Luca Pignatelli (Milano, 22 giugno 1962) è un artista italiano.

## Biografia
Luca Pignatelli nasce nel 1962 a Milano, città dove vive e lavora in una grande casa-studio da lui stesso progettata a partire da un’architettura industriale.
Il suo lavoro consiste in un costante processo di raccolta, recupero e rielaborazione iconografica della storia e dell’arte. Egli infatti mette in comunicazione, sovrappone e trasforma un eterogeneo archivio di immagini collettive e universali, astratte e figurative, di epoche antiche e contemporanee, secondo quello che la critica ha definito “Teatro della memoria”.
Sin dagli esordi del suo percorso artistico, iniziato nel 1987, Pignatelli ha rappresentato nei suoi quadri le sue ormai celebri statue greche e romane, teste scultoree di Afrodite e Diana, figure mitologiche di divinità, eroi e imperatori, accanto ad architetture, skylines dei grattacieli di New York, paesaggi alpini ed emblemi della modernità come aerei in picchiata, grandi navi e locomotive a vapore.
“La ricerca artistica di Luca Pignatelli è tutta sospesa tra fascinazione archeologica ed esplorazione del mito. (…) Dai volti di statue attiche alle Ferrari anni Sessanta. (…) Pignatelli avrebbe potuto essere autore di cinema. Ma è artista della materia”.
L'artista gioca "con la simmetria e con le ripetizioni, con la costruzione e con la frammentazione, con l'archiviazione e con il caos".
Pignatelli è noto altresì per la ricerca e l’utilizzo di materiali poveri e recuperati su cui dipinge e interviene con strappi e cuciture: teloni ferroviari, legni, carte, tessuti e lamiere, che da soli recano il segno del tempo e dell’esistenza.
Dagli anni Ottanta Pignatelli consolida il suo percorso artistico esponendo in Italia e all’estero, in importanti istituzioni museali, spesso con dipinti di grandi dimensioni e imponenti interventi site-specific.
Tra queste si cita: la personale del 2009 presso il Musée d'Art Modern et Contemporain di Nizza; la partecipazione nel 2009 al Padiglione Italia durante la 53ª Biennale di Venezia; la personale del 2014 presso la Sala Causa del Museo di Capodimonte, dove Pignatelli allestisce un'opera monumentale, Pompei (400 x 650 cm), entrata poi a far parte della collezione permanente del museo; nel 2015 la personale dal titolo "Migranti" presso il Corridoio Vasariano del Museo degli Uffizi di Firenze, e la personale "Blue Note/Opere su carta" presso la GAM Galleria d'Arte moderna di Torino.
Nel 2019, il Museo Stefano Bardini di Firenze ha ospitato "Senza data", mostra personale di Luca Pignatelli il cui allestimento originale è stato concepito dall'artista in dialogo con le sale e le collezioni del museo.
Hanno scritto della sua opera importanti critici come Achille Bonito Oliva, Carlo Arturo Quintavalle, Donald Kuspit, Danilo Eccher, Marina Fokidis, Sergio Risaliti.

## Formazione
Figlio d’arte, completati gli studi superiori, nel 1981 si iscrive alla Facoltà di Architettura del Politecnico di Milano. 
Frequenta i corsi di composizione architettonica, in quegli anni segnati dalle intuizioni di Aldo Rossi e dall’idea della crescita sedimentaria della storia che per Pignatelli assumerà poi nei riguardi della pittura un rapporto particolare, legato alla ricerca sul tempo e sulla memoria. 
Dal 1987, anno della sua prima mostra presso la Galleria Antonia Jannone di Milano, Pignatelli espone le sue opere in Italia e all'estero.

## Mostre
Fra le mostre personali si segnalano:
- Muse. Luca Pignatelli in der Glyptothek, Glyptothek München, Monaco di Baviera (2024);

- Luca Pignatelli. Astratto, Villa Malpensata - Museo delle Culture, Lugano (2023), a cura di Francesco Paolo Campione;

- Luca Pignatelli, MEF - Museo Ettore Fico, Torino (2022), a cura di Luca Beatrice;

- Luca Pignatelli - In un luogo dove gli opposti stanno, Galleria Poggiali, Firenze (2019), a cura di Sergio Risaliti;
- Luca Pignatelli - Senza Data, Museo Stefano Bardini, Firenze (2019), a cura di Sergio Risaliti;
- Luca Pignatelli - Recent Works, Senesi contemporanea, Londra (2018);
- Luca Pignatelli – Persepoli. Riflessi del residuo. Teatro La Fenice, Venezia (2017);
- Luca Pignatelli, Fondazione Giorgio Conti (Palazzo Cucchiari), Carrara (2017);
- Luca Pignatelli – Blue Note/Opere su carta, GAM Galleria civica d’arte moderna e contemporanea, Torino (2015);
- Luca Pignatelli – Migranti, Galleria degli Uffizi, Firenze (2015);
- Luca Pignatelli, Museo di Capodimonte, Napoli (2014), a cura di Achille Bonito Oliva;
- Luca Pignatelli – Icons Unplugged, Istituto Nazionale della Grafica, Roma (2011), a cura di Antonella Renzitti;
- Luca Pignatelli – Sculture/Analogie, Galleria Poggiali e Forconi, Firenze (2010), a cura di Marina Fokidis
- Luca Pignatelli – Atlantis, MAMAC, Musée d’Art Moderne et d’Art Contemporain, Nizza (2009), a cura di Gilbert Perlein e Hélène Depotte;
- Luca Pignatelli, Museo Archeologico Nazionale, Napoli (2008), a cura di Achille Bonito Oliva;
- Luca Pignatelli. Paintings, Teatro India, Roma (2007), a cura di Achille Bonito Oliva;
- Luca Pignatelli - Between raverie and dream, Generous Miracles Gallery, New York (2000), a cura di Donald Kuspit.
- Luca Pignatelli, Galerie Daniel Templon, Parigi (2005);
- Luca Pignatelli, Limn Friedlander Gallery, San Francisco (1999).

Tra le partecipazioni collettive sono da ricordare:
- Scenes of New York City: The Elie and Sarah Hirschfeld Collection, New York Historical Society Museum, New York (2021);

- Giambattista Piranesi. Architetto senza tempo, a cura di Chiara Casarin e Pierluigi Panza, Palazzo Sturm, Bassano del Grappa (2020);
- REVOLUTIONS 1989-2019. L'arte del mondo nuovo 30 anni dopo, a cura di Luca Beatrice, con la collaborazione di Corinne Carbone e Roberta Pagani. Castel Sismondo, Rimini (2019);
- Porti Possibili. Sei artisti per l'accoglienza, Museo di Santa Giulia, Basilica di San Salvatore (2019);
- WORK IN PROGRESS. San Patrignano, la collezione, La Triennale di Milano, Milano (2018);
- Mediterraneo lo specchio dell'altro, Palazzo Reale, Milano (2018);
- Arte contro la corruzione, Casa Testori Associazione Culturale, Novate Milanese (2017);
- Imago Mundi - Contemporary Artist from Italy presso le fondazioni Cini di Venezia e Sandretto Re Rebaudengo di Torino (2015);
- Fuoco nero. Materia e struttura dopo Burri, Palazzo della Pilotta, Parma (2014);
- Ri-conoscere Michelangelo, Galleria dell’Accademia, Firenze (2014);
- Coexistance, The Jerusalem Foundation , Musei MAXXI, Roma (2010);
- Collaudi, 53ª Esposizione Internazionale d’Arte, Padiglione Italia, Venezia (2009);
- Opere scelte, Museo MACRO, Roma (2007);
- Sui Generis, PAC – Padiglione d’Arte Contemporanea, Milano (2000);
- Tokyo Travelling Exhibition, International Forum, Tokyo (1997);
- Ultime generazioni, XII Quadriennale d’Arte di Roma, Palazzo delle Esposizioni, Roma, (1996).

## Musei e collezioni
Le opere di Luca Pignatelli fanno parte di collezioni permanenti di diverse istituzioni: 
- la Collezione di Elie e Sarah Hirschfeld, donata dai collezionisti e filantropi americani alla New-York Historical Society, conserva oltre 130 opere tra cui anche due "New York" di Luca Pignatelli;
- Collezione Farnesina, conserva l'opera "Testa Femminile" (2018);

- Il PART - Palazzi dell'Arte di Rimini conserva permanentemente le opere "Astratto" (2015) e "Persepoli" (2017);
- Il Museo Nazionale di Capodimonte a Napoli conserva permanentemente l'opera "Pompei" (2014) all'interno della collezione di Arte Contemporanea;
- la Galleria degli Uffizi di Firenze conserva permanentemente l'opera "Autoritratto come Mitridate" (2014-2015);
- CSAC – Centro Studi e Archivio della Comunicazione dell’Università di Parma, conserva permanentemente l'opera "Senza titolo" (2014).
- la GAM - Galleria civica d’arte moderna e contemporanea di Torino conserva sette opere su carta del ciclo "Standard" (2000-2015);